# Tašmajdan
Tašmajdan (v srbské cyrilici Ташмајдан, známý také jako Tašmajdanský park; srbsky Ташмајдански парк/Tašmajdanski park) je park v centru srbské metropole Bělehradu, v městské části Vračar, blízko Chrámu svatého Marka. 
Název parku znamená v turečtině kamenolom (doslova prostranství (maydan) odkud se bere kámen (taş). V prostoru dnešního parku existoval kamenolom již ve starověku a středověku; pochází odsud značné množství kamene, který byl užit na stavbu Bělehradské pevnosti (Kalemegdan). V podzemí pod parkem je dochována veřejnosti občas přístupná jeskyně.

## Historie
Během obléhání Bělehradu při prvním srbském povstání zde Karađorđe postavil tábor. Oblast dnešního parku se tehdy nacházela mimo hranic města. Po skončení druhého srbského povstání sem kníže Miloš Obrenović nechal přemístit hřbitov z dnešní Varoš kapije. Tím se uvolnil prostor pro rozšiřování města, které se rozvíjelo díky autonomii, kterou získalo na začátku 19. století. V roce 1835 byl v parku zbudován chrám Sv. Marka. Dne 30. listopadu 1830 byl na Tašmajdanu veřejně poprvé přečten hatišerif tureckého sultána, který garantoval srbskému knížectví samosprávu ve vnitřních záležitostech. 
Roku 1909 vznikla na Tašmajdanu první seismologická stanice, která existuje do dnešních dní (oblast Balkánu je seismicky aktivní a dochází zde k častým zemětřesením). V 20. století vznikla v blízkosti Tašmajdanu celá řada významných budov; Hlavní pošta (1934), několik hotelů, restaurace Madera, sídlo srbské televize apod. V letech 1958 a 2011 byl park rozsáhle rekonstruován.

## Doprava
V prostoru parku se nachází tramvajová smyčka. Jižně od parku probíhá Bulvár krále Alexandra; jedna z hlavních bělehradských ulic.